# Kōgyo Tsukioka
Kogyo Tsukioka (月岡耕漁), (18 de abril de 1869-25 de febrero de 1927) fue un artista japonés de la era Meiji, se especializó en técnicas de grabado y pintura.
A lo largo de su vida, produjo más de 500 grabados diferentes. Los temas fueron muy centrados en la expresión artística tradicional de Japón, sobre todo en las escenas de teatro Nō, una práctica teatral que surgió en el siglo VIII con base en los conceptos que unen el canto, el baile y la interpretación.

## Biografía

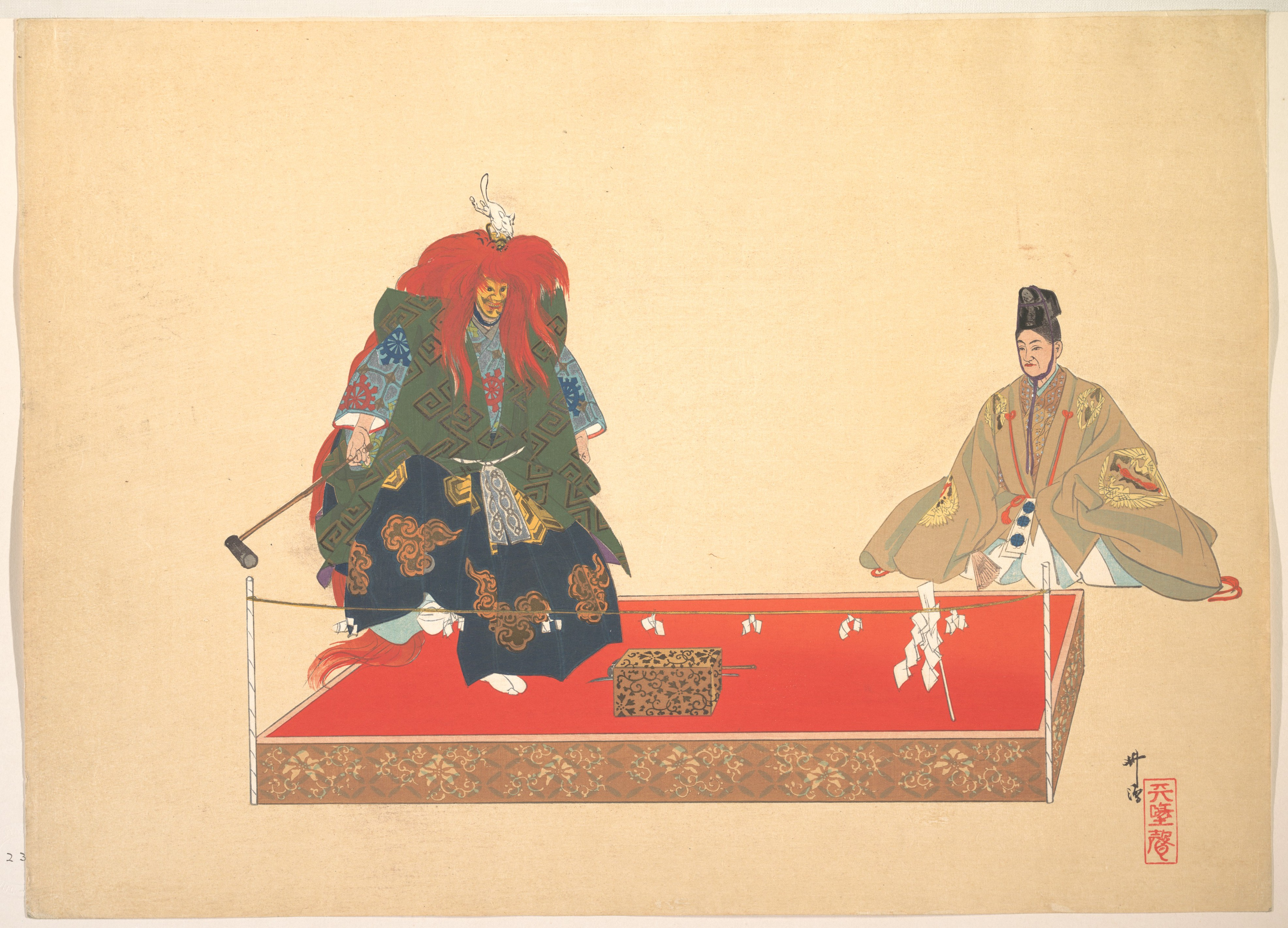
Escena del teatro Nō, c. 1910.

Kogyo, nacido como Hanyu Sadanosuke, en 1869 en el distrito de Nihonbashi en Tokio, hijo de una ex geisha de nombre Sakamaki Taiko. Comenzó su práctica artística a los quince años, bajo la tutela de Yoshitoshi Tsukioka, un gran maestro del ukiyo-e, con el que su madre llegó a casarse. Para ser adoptado por Yoshitoshi, Kogyo cambió su apellido a Tsukioka, lo mismo que su padre adoptivo. Aunque Yoshitoshi no estaba tan centrado en los temas de teatro japonés, el interés de Kogyo por las escenas de teatro Nō, probablemente fue despertado debido a Yoshitoshi, que era un gran entusiasta del arte en general.
Tras la muerte de Yoshitoshi, en 1892, Kogyo continuó sus estudios con Matsumoto Fuko, un pintor especializado en paisajes simples y en escenas históricas; posteriormente, estudió con el pintor y xilografista Ogata Gekko, que se convirtió en su maestro. Siguiendo la tradición japonesa de nombrar a los alumnos, Gekko lo nombró Kogyo. Sus obras, durante la década de 1890, las firmó con el apellido de soltera de su madre, Sakamaki. Cuando Kogyo Tsukioka se hizo cargo de la escuela, él pasó de Sakamaki Kogyo (坂巻耕漁) a firmar como Tsukioka Kogyo (月岡耕漁).
En 1908, Kogyo tuvo una hija, de nombre Fumiko, que vino a ser posteriormente conocida como Tsukioka Gyokusei. También se convirtió en grabadora, con la publicación de escenas de teatro Nō bajo la edición de Shozaburo Watanabe, y estudió yamato-e con el maestro Matsuoka Eikyu. En 1927, Kogyo murió, y Gyokusei pasó a dirigir la escuela de grabado de su padre.